# Nephodia hija
Nephodia hija är en fjärilsart som beskrevs av Paul Dognin 1898. Nephodia hija ingår i släktet Nephodia och familjen mätare. Inga underarter finns listade i Catalogue of Life.